# 국제단위계
| 기호 | 이름     | 물리량 |
| ---- | -------- | ------ |
| A    | 암페어   | 전류   |
| K    | 켈빈     | 온도   |
| s    | 초       | 시간   |
| m    | 미터     | 길이   |
| kg   | 킬로그램 | 질량   |
| cd   | 칸델라   | 광도   |
| mol  | 몰       | 물질량 |

SI 기본 단위

국제단위계(國際單位系, 프랑스어: Système international d’unités, 영어: International System Units 약칭 SI)는 전류, 온도, 시간, 길이, 질량, 광도, 물질량을 전 세계에서 표준화된 도량형으로, MKS 단위계(Mètre-Kilogramme-Seconde)이라고도 불린다. 국제단위계는 각 국가별로 상이하게 적용하는 단위를 미터법을 기준으로 현재 세계적으로 일상 생활뿐만 아니라 상업적으로나 과학적으로 널리 쓰이는 도량형이며, 국제적인 교류나 산업 등에서 전 세계적으로 통용된 단위인 만큼 반드시 필요하다. 전 세계적으로 단일화된 국제 단위계를 만드려는 노력으로 1960년 10월 제 11차 국제 도량형 총회(Conférence générale des poids et mesures)에서 SI가 결정되었다.
이 당시 국제 단위계의 체계를 접두어, 유도 단위 및 추가 단위에 대해 확립하였다. SI단위는 7개의 기본 단위(미터(m), 킬로그램(kg), 초(s), 암페어(A), 켈빈(K), 몰(mol), 칸델라(cd)), 2개의 보조 단위(라디안(rad), 스테라디안(sr))와 이들로부터 유도되는 조합단위(19개)를 요소로 하는 일관성이 있는 단위의 집단이다. 이들 단위에 SI접두어(16개)를 붙여서 구성한다.

## 단위

### 기본 단위
국제단위계에서는 7개의 기본 단위가 정해져 있다.
이것을 SI 기본 단위(국제단위계 기본 단위)라고 한다.
| 물리량 | 이름     | 기호 |
| ------ | -------- | ---- |
| 길이   | 미터     | m    |
| 질량   | 킬로그램 | kg   |
| 시간   | 초       | s    |
| 전류   | 암페어   | A    |
| 온도   | 켈빈     | K    |
| 물질량 | 몰       | mol  |
| 광도   | 칸델라   | cd   |

- 초: 1 초는 온도가 0 K인 세슘-133 원자의 바닥 상태에 있는 두 초미세 준위 사이의 전이에 대응하는 복사선의 9 192 631 770 주기의 지속 시간이다.
- 미터: 1 미터는 빛이 진공에서 1/299 792 458 초 동안 진행한 경로의 길이이다.
- 킬로그램: 1 킬로그램은 질량의 단위이며 플랑크 상수 h 가 정확히 6.626 070 15×10−34 J⋅s (J = kg⋅m2⋅s-2)이 되도록 하는 값이다.
- 암페어: 1 암페어는 1초 동안 1/1.602 176 634×10−19만큼의 기본 전하 e가 흐르는 것이다.
- 켈빈: 열역학적 온도의 단위인 켈빈은 볼츠만 상수 k가 1.380 649×10-23 J⋅K-1, (J = kg⋅m2⋅s−2)이 되도록 한다.
- 몰: 1 몰은 단위 물질의 양이 아보가드로 수(6.02214076×1023)인 것으로 정의되었다.
- 1 칸델라는 진동수 540×1012 헤르츠인 단색광을 방출하는 광원의 복사도가 어떤 주어진 방향으로 스테라디안당 1/683 와트일 때 이 방향에 대한 광도이다.

### 유도 단위
- 유도 단위의 정의

기본량이 아닌 물리량을 유도량이라고 하며 정의식(定義式)이나 실험식같이 물리량 사이에 성립하는 관계식을 이용하여 기본량이나 이미 있는 유도량으로부터 유도된다. 이 유도량의 단위를 유도단위라고 한다. 유도단위는 대응하는 물리량 사이의 관계식에 따라 기본단위나 이미 정해진 유도단위에서 유도된다. 국제단위계의 유도 단위의 크기는 유도단위를 이끌어 낸 물리관계식에 관계없이 하나의 양에 관해 일치한다. 다만 단위의 명칭은 유도한 관계식에 따라 여러 가지가 있다. 기본단위로 표시된 SI유도단위를 제외한 유도단위는 사용하기 편리하도록 「특별한 명칭과 기호」를 부여한다.

#### 일반 유도 단위
| 유도량     | 이름                   | 기호   |
| ---------- | ---------------------- | ------ |
| 넓이       | 제곱미터               | m2     |
| 부피       | 세제곱미터             | m3     |
| 속력, 속도 | 미터 매 초             | m/s    |
| 가속도     | 미터 매 초 제곱        | m/s2   |
| 밀도       | 킬로그램 매 세제곱미터 | kg/m3  |
| 농도       | 몰 매 세제곱미터       | mol/m3 |
| 광휘도     | 칸델라 매 제곱미터     | cd/m2  |

- SI 표준에서 따로 이름이 주어진 유도단위의 목록은 모두 22개로 아래와 같다.

#### 차원 단위
| 유도량               | 이름                             | 기호 | SI 단위로 나타낸 값                   |
| -------------------- | -------------------------------- | ---- | ------------------------------------- |
| 주파수               | 헤르츠(hertz)                    | Hz   | s−1                                   |
| 힘                   | 뉴턴(newton)                     | N    | kg·m·s−2 또는 kg·m/s2                 |
| 압력, 변형력         | 파스칼(pascal)                   | Pa   | N/m2 = kg·m−1·s−2 또는 kg/m·s2        |
| 에너지, 일, 열량     | 줄(joule)                        | J    | N·m = kg·m2·s−2 또는 kg·m2/s2         |
| 일률, 전력, 동력     | 와트(watt)                       | W    | J/s = kg·m2·s−3 또는 kg·m2/s3         |
| 전하량, 전기량       | 쿨롱(coulomb)                    | C    | A·s                                   |
| 전위차, 기전력, 전압 | 볼트(volt)                       | V    | W/A = kg·m2·s−3·A−1 또는 kg·m2/s3·A   |
| 전기 용량            | 패럿(farad)                      | F    | C/V = s4·A2·kg−1·m−2 또는 s4·A2/kg·m2 |
| 전기 저항            | 옴(ohm)                          | Ω    | V/A = kg·m2·s−3·A−2 또는 kg·m2/s3·A2  |
| 전도율               | 지멘스(siemens)                  | S    | A/V = s3·A2·kg−1·m−2 또는 s3·A2/kg·m2 |
| 자기 선속            | 웨버(weber)                      | Wb   | V·s = kg·m2·s−2·A−1 또는 kg·m2/s2·A   |
| 자기선속밀도         | 테슬라(tesla)                    | T    | Wb/m2 = kg·s−2·A−1 또는 kg/s2·A       |
| 인덕턴스             | 헨리(henry)                      | H    | Wb/A = kg·m2·s−2·A−2 또는 kg·m2/s2·A2 |
| 섭씨 온도            | 섭씨도(셀시우스, degree Celsius) | ℃    | K - 273.15                            |
| 광선속               | 루멘(lumen)                      | lm   | cd·sr                                 |
| 조도                 | 럭스(lux)                        | lx   | lm/m2                                 |
| 방사능               | 베크렐(becquerel)                | Bq   | s−1                                   |
| 흡수선량             | 그레이(gray)                     | Gy   | J/kg = m2·s−2 또는 m2/s2              |
| 선량당량             | 시버트(sievert)                  | Sv   | J/kg = m2·s−2 또는 m2/s2              |
| 촉매 활성도          | 캐탈(katal)                      | kat  | s−1·mol                               |

#### SI 보조단위
| 평면각 | 라디안(radian)        | rad  | m/m                 |
| 유도량 | 이름                  | 기호 | SI 단위로 나타낸 값 |
| 입체각 | 스테라디안(steradian) | sr   | m2/m2               |

이 중에서 라디안과 스테라디안은 기하학적으로 정의된 단위로 그 의미는 다음과 같다.
- 라디안은 한 원의 원둘레에서 그 원의 반지름과 같은 길이를 가지는 호의 길이에 대한 중심각이다. 이를 쉽게 설명하면 원점 O을 중심으로 그린 반지름이 1인 원 (단위원)이 있을 때, 원의 일부인 호 XY의 길이가 반직선 OX와 반직선 OY 사이의 중심각이다. 
  - 30도: π/6
  - 45도: π/4
  - 60도: π/3
  - 90도: π/2
  - 180도: π
  - 270도: 3π/2
  - 360도 :2π

- 스테라디안은 반지름이 r인 구의 표면에서 r2인 면적에 해당하는 입체각이다. 구 전체의 입체각은 4π sr이 된다.

### SI 접두어
국제단위계(international system of units;약칭 SI)에서 각 단위의 양의 크기를 쉽게 나타내기 위해 각 단위의 앞에 붙여 쓰는 접두어를 말한다. SI접두어는 각각 10의 거듭제곱(10n 또는 10-n)의 크기(인자)의 뜻으로 정의되어 있다. 원래는 엑사 페타 테라 기가 메가 킬로 헥토 데카 데시 센티 밀리 마이크로 나노 피코 펨토 아토 등 16가지였으나, 1991년 10월 4일에 프랑스 파리에서 열린 국제도량형총회(CGPM)에서 제타, 요타, 젭토, 욕토 4가지를 추가하기로 결의하여 모두 20가지가 되었다.
| 접두어           | 접두어 | 10의 거듭제곱 | 십진법      | 채택 |
| 이름             | 기호   | 10의 거듭제곱 | 십진법      | 채택 |
| ---------------- | ------ | ------------- | ----------- | ---- |
| 퀘타 (quetta)    | Q      | 1030          | 1000        | 2022 |
| 론나 (ronna)     | R      | 1027          | 1000        | 2022 |
| 요타 (yotta)     | Y      | 1024          | 1000        | 1991 |
| 제타 (zetta)     | Z      | 1021          | 1000        | 1991 |
| 엑사 (exa)       | E      | 1018          | 1000        | 1975 |
| 페타 (peta)      | P      | 1015          | 1000        | 1975 |
| 테라 (tera)      | T      | 1012          | 1000        | 1960 |
| 기가 (giga)      | G      | 109           | 1000        | 1960 |
| 메가 (mega)      | M      | 106           | 1000        | 1873 |
| 킬로 (kilo)      | k      | 103           | 1000        | 1795 |
| 헥토 (hecto)     | h      | 102           | 100         | 1795 |
| 데카 (deca)      | da     | 101           | 10          | 1795 |
| —                | —      | 100           | 1           | —    |
| 데시 (deci)      | d      | 10−1          | 0.1         | 1795 |
| 센티 (centi)     | c      | 10−2          | 0.01        | 1795 |
| 밀리 (milli)     | m      | 10−3          | 0.001       | 1795 |
| 마이크로 (micro) | μ      | 10−6          | 0.000001    | 1873 |
| 나노 (nano)      | n      | 10−9          | 0.000000001 | 1960 |
| 피코 (pico)      | p      | 10−12         | 0.000000001 | 1960 |
| 펨토 (femto)     | f      | 10−15         | 0.000000001 | 1964 |
| 아토 (atto)      | a      | 10−18         | 0.000000001 | 1964 |
| 젭토 (zepto)     | z      | 10−21         | 0.000000001 | 1991 |
| 욕토 (yocto)     | y      | 10−24         | 0.000000001 | 1991 |
| 론토 (ronto)     | r      | 10−27         | 0.000000001 | 2022 |
| 퀙토 (quecto)    | q      | 10−30         | 0.000000001 | 2022 |
| 참고 1.          |        |               |             |      |

### 국제단위계와 함께 쓰이는 단위
| 유도량                                                        | 이름                          | 기호 | 국제단위로 나타낸 값                       |
| ------------------------------------------------------------- | ----------------------------- | ---- | ------------------------------------------ |
| 시간                                                          | 분(minute)                    | min  | 1 분 = 60 s                                |
| 시간                                                          | 시간(hour)                    | h    | 1 h = 60 min = 3600 s                      |
| 시간                                                          | 일(day)                       | d    | 1 d = 24 h = 1440 min = 86400 s            |
| 각도                                                          | 도(degree)                    | °    | 1° = (π/180) rad                           |
| 각도                                                          | 분(arcminute)                 | ′    | 1′ = (1/60)° = (π/10800) rad               |
| 각도                                                          | 초(arcsecond)                 | ″    | 1″ = (1/60)′ = (1/3600)° = (π /648000) rad |
| 부피                                                          | 리터(liter 또는 litre)        | L    | 0.001 m3                                   |
| 질량                                                          | 톤(tonne)                     | t    | 1 t = 103 kg                               |
| 국제단위계와 함께 사용되는 것이 용인된 비국제단위             |                               |      |                                            |
| 에너지                                                        | 전자볼트(electrovolt)         | eV   | 1eV = 1.60217733 (49) × 10−19 J            |
| 질량                                                          | 원자량 단위(Atomic mass unit) | u    | 1u = 1.6605402 (10) × 10−27 kg             |
| 길이                                                          | 천문 단위(astronomical unit)  | au   | 1au = 1.49597870691 (30) × 1011 m          |
| 국제단위계와 함께 사용되는 것이 현재 용인된 그밖의 비국제단위 |                               |      |                                            |
| 길이                                                          | 해리(Nautical mile)           | 해리 | 1 해리 = 1852 m                            |
| 속력                                                          | 노트(knot)                    | kn   | 1 kn = 시간당 1 해리 = (1852/3600) m/s     |
| 넓이                                                          | 아르(are)                     | a    | 1a = 1dam2 = 100 m2                        |
| 넓이                                                          | 헥타르(hectare)               | ha   | 1ha = 100a = 10000 m2                      |
| 압력                                                          | 바(bar)                       | bar  | 1 bar = 105 Pa                             |
| 길이                                                          | 옹스트롬(Angstrom)            | Å    | 1 Å = 0.1 nm = 10−10 m                     |
| 면적                                                          | 바안(barn)                    | b    | 1b = 10−28 m2                              |

## SI단위의 일반원칙과 사용실태

### 일반원칙
- 일반적으로 로마체 소문자를 단위의 기호로 사용하지만, 기호가 고유명사로부터 유래된 것이면 로마체 대문자를 사용한다.
- 숫자에서 정수부분과 소수부분을 나누는 기호로 프랑스식은 반점(,)을 영국식은 온점(.)을 사용한다. 문장 끝의 마침표를 제외하고는 단위기호 뒤에 온점을 찍지 않는다.
- 긴(매우 크거나 작은)수를 표기할 때는 판독을 쉽게 하기 위하여 소수점을 중심으로 3자리씩 묶어서 띄어 쓴다.
- 현재 대한민국을 비롯한 많은 곳에서 3자리마다 반점(,)을 사용하는데 이것은 부적절한 표현이다.
- 각도(°(도), ′(분), ″(초))를 제외한, 단위 기호와 숫자 사이에는 빈칸을 두어 표기하여야 한다. 예: 1 m, 25 ℃, 45 kg, 15°30′30″

### SI단위의 사용실태
- 미국은 1998년 모든 문서에 SI단위를 사용하고 비SI단위는 SI단위와 반드시 병기하도록 관련법을 규정하였다.
- 영국은 1994년에 2001년부터 SI단위를 사용하는 법안을 확정하여 SI단위를 도입하였다.
- 일본은 1993년 계량법을 개정하여 1999년부터 kgf, mmH2O, cal 등 비 SI단위 사용을 폐지하고 SI단위만을 사용하도록 규정하고, 비 SI단위를 사용하여 검정, 검사성적서 등을 발급할 수 없도록 하였다.
- 대한민국은 1999년 국가표준기본법을 제정하여 SI단위를 법정계량단위로 사용토록 규정하였다.

## 같이 보기
- 국제도량형총회(CGPM)
- 국제 도랑형국(BIPM)
- 국제 도랑형 위원회(CIPM)
- 미터법
- 국가기술표준원
- SI 기본 단위(SI base units)